# Japan Record Awards
El Nippon Record Taishō (en català: Gran Premi del disc del Japó) i sovint ocidentalitzat com a Japan Record Awards o abreujat com a Recotai (レコ大) és un certàmen musical que se celebra anualment al Japó des del 1959 de manera continuada organitzat per l'Associació Japonesa de Compositors. Fins a l'any 2005 la seua data era sempre la vespra d'any nou, és a dir, la nit de cap d'any, però des d'aquell any la data passà a ser el 30 de desembre per a no competir en audiència amb els programes de cap d'any. Des dels seus inicis ha estat retrasmés per la cadena de televisió Tokyo Broadcasting System. La votació es feta per un jurat de periodistes nacionals, inclosos els dels diaris esportius. La boyband EXILE té el record de victòries, amb quatre edicions.

## Història

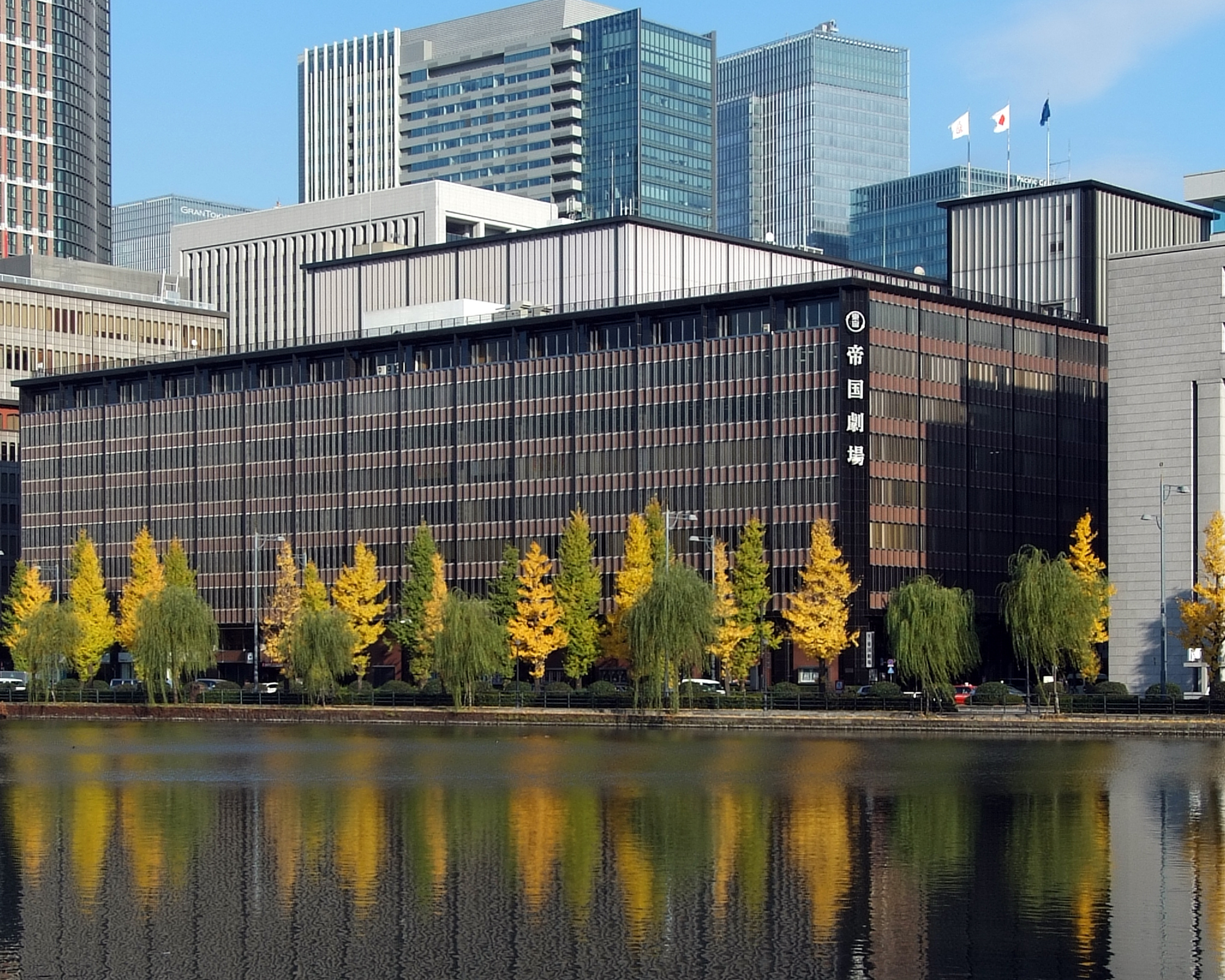
Teatre Imperial, seu del concurs de 1969 a 1984

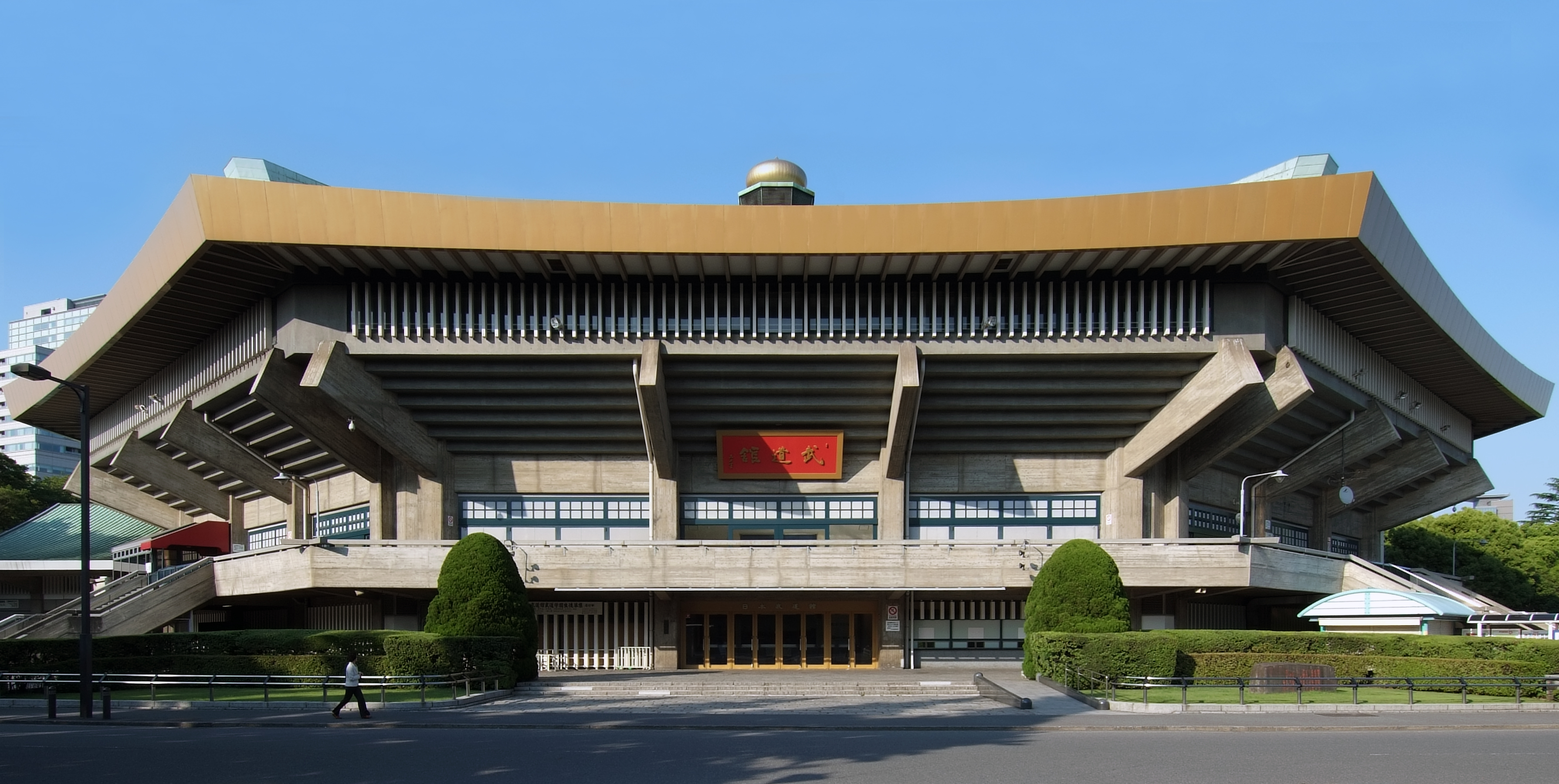
El Nippon Budôkan allotjà el concurs de 1984 a 1993

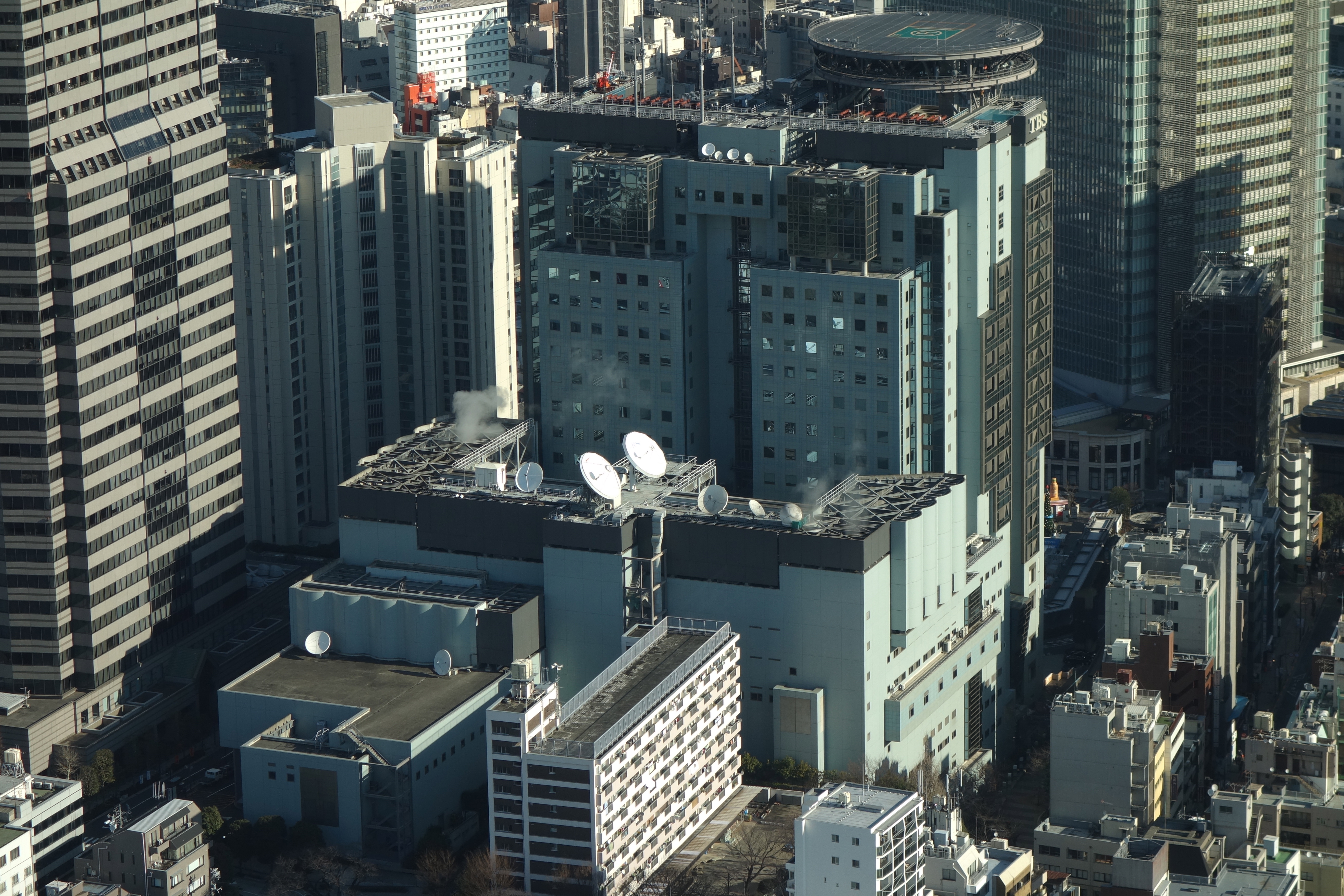
De 1994 al 2003 el concurs se celebrà a la seu central de TBS

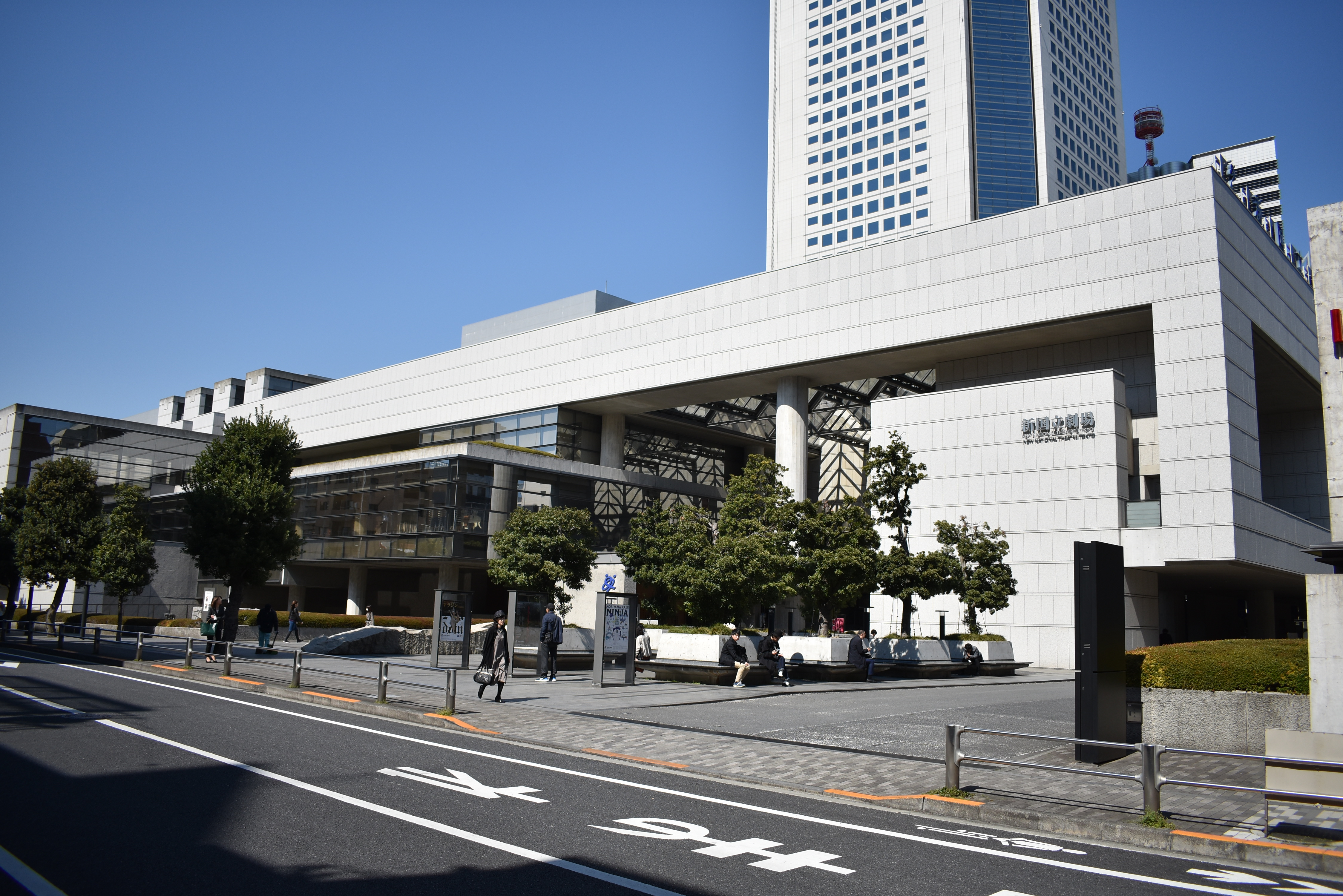
Nou Teatre Nacional, actual seu del concurs des de 2004

El concurs va ser idea i va ser promogut per l'Associació Japonesa de Compositors. La primera edició del concurs es va celebrar l'any 1959. En aquell moment l'organització va decidir fer la gala al Saló Públic de la ciutat de Bunkyō, tot i que al següent any la seu es traslladà a l'Auditori Comunal de Kanda, al districte de Chiyoda.
El concurs va viure el seu pic d'audiència màxim fins ara a l'edició de l'any 1977 amb poc més del 50% de seguiment.
L'any 2005 i degut a la competència en els programes de cap d'any, l'audiència va baixar a mínims històrics amb un 10% de seguiment, la qual cosa va fer que els organitzadors cambiaren des de llavors la data de la gala del dia 31 de desembre a la nit del 30 de desembre.

## Seus i presentadors
| Any  | Ciutat  | Lloc                      | Presentadors                                                                 |
| ---- | ------- | ------------------------- | ---------------------------------------------------------------------------- |
| 1959 | Bunkyō  | Saló públic de Bunkyō     | Masao Tsuruta                                                                |
| 1960 | Chiyoda | Auditori comunal de Kanda | Takayuki Akutagawa                                                           |
| 1961 | Chiyoda | Auditori comunal de Kanda | Takayuki Akutagawa                                                           |
| 1962 | Chiyoda | Saló públic d'Hibiya      | Takayuki Akutagawa                                                           |
| 1963 | Chiyoda | Saló públic d'Hibiya      | Takayuki Akutagawa                                                           |
| 1964 | Chiyoda | Saló públic d'Hibiya      | Takayuki Akutagawa                                                           |
| 1965 | Chiyoda | Auditori comunal de Kanda | Ayurō Miki                                                                   |
| 1966 | Chiyoda | Saló públic d'Hibiya      | Ayurō Miki                                                                   |
| 1967 | Shibuya | Saló públic de Shibuya    | Ayurō Miki                                                                   |
| 1968 | Shibuya | Saló públic de Shibuya    | Ayurō Miki                                                                   |
| 1969 | Chiyoda | Teatre Imperial           | Keizō Takahashi, Ruriko Asaoka                                               |
| 1970 | Chiyoda | Teatre Imperial           | Keizō Takahashi, Naomi Sagara, Masaaki Sakai i Cha Katō                      |
| 1971 | Chiyoda | Teatre Imperial           | Keizō Takahashi, Yōko Yamamoto, Masami Sawada                                |
| 1972 | Chiyoda | Teatre Imperial           | Keizō Takahashi, Mitsuko Mori, Masami Sawada                                 |
| 1973 | Chiyoda | Teatre Imperial           | Keizō Takahashi, Mitsuko Mori, Hiroshi Tamaoki                               |
| 1974 | Chiyoda | Teatre Imperial           | Keizō Takahashi, Mitsuko Mori, Tetsuya Ogawa                                 |
| 1975 | Chiyoda | Teatre Imperial           | Keizō Takahashi, Mitsuko Mori, Tetsuya Ogawa                                 |
| 1976 | Chiyoda | Teatre Imperial           | Keizō Takahashi, Mitsuko Mori                                                |
| 1977 | Chiyoda | Teatre Imperial           | Keizō Takahashi, Hiroshi Kume, Tetsuko Kuroyanagi, Ikkei Kojima              |
| 1978 | Chiyoda | Teatre Imperial           | Keizō Takahashi, Hiroshi Kume, Tetsuko Kuroyanagi                            |
| 1979 | Chiyoda | Teatre Imperial           | Keizō Takahashi, Fumi Dan                                                    |
| 1980 | Chiyoda | Teatre Imperial           | Keizō Takahashi, Kentarō Watanabe, Yoshiko Nakada                            |
| 1981 | Chiyoda | Teatre Imperial           | Keizō Takahashi, Kentarō Watanabe, Keiko Takeshita                           |
| 1982 | Chiyoda | Teatre Imperial           | Keizō Takahashi, Kiyoshi Kodama, Keiko Takeshita, Kazuhiko Matsumiya         |
| 1983 | Chiyoda | Teatre Imperial           | Keizō Takahashi, Keiko Takeshita i Kazuhiko Matsumiya                        |
| 1984 | Chiyoda | Teatre Imperial           | Takerō Morimoto, Keiko Takeshita                                             |
| 1985 | Chiyoda | Nippon Budōkan            | Takerō Morimoto, Mitsuko Baishō                                              |
| 1986 | Chiyoda | Nippon Budōkan            | Takerō Morimoto, Keiko Takeshita                                             |
| 1987 | Chiyoda | Nippon Budōkan            | Hiroshi Sekiguchi, Takae Mikumo                                              |
| 1988 | Chiyoda | Nippon Budōkan            | Hiroshi Sekiguchi, Takae Mikumo                                              |
| 1989 | Chiyoda | Nippon Budōkan            | Eiji Bandō, Eriko Kusuta                                                     |
| 1990 | Chiyoda | Nippon Budōkan            | Eiji Bandō, Akiko Wada                                                       |
| 1991 | Chiyoda | Nippon Budōkan            | Akira Fuse, Junichi Ishida, Tetsuko Kuroyanagi, Fumio Yamamoto               |
| 1992 | Chiyoda | Nippon Budōkan            | Masaki Kanda, Tetsuko Kuroyanagi, Fumio Yamamoto                             |
| 1993 | Chiyoda | Nippon Budōkan            | Amon Miyamoto, Riho Makise, Fumio Yamamoto                                   |
| 1994 | Minato  | Centre d'emissions de TBS | Amon Miyamoto, Riho Makise, Fumio Yamamoto                                   |
| 1995 | Minato  | Centre d'emissions de TBS | Toshiyuki Nishida, Hideyuki Nakayama i Mari Watanabe                         |
| 1996 | Minato  | Centre d'emissions de TBS | Masaaki Sakai, Naoko Iijima i Tōko Amemiya                                   |
| 1997 | Minato  | Centre d'emissions de TBS | Masaaki Sakai, Mitsuyo Kusano i Tōko Amemiya                                 |
| 1998 | Minato  | Centre d'emissions de TBS | Masaaki Sakai, Makiko Esumi i Tōko Amemiya                                   |
| 1999 | Minato  | Centre d'emissions de TBS | Masaaki Sakai, Hitomi Kuroki i Masako Shindō                                 |
| 2000 | Minato  | Centre d'emissions de TBS | Masaaki Sakai, Hitomi Kuroki i Masako Shindō                                 |
| 2001 | Minato  | Centre d'emissions de TBS | Masaaki Sakai, Ryōko Yonekura, Shinichirō Azumi i Hiroko Ogura               |
| 2002 | Minato  | Centre d'emissions de TBS | Masaaki Sakai, Rei Kikukawa, Shinichirō Azumi i Hiroko Ogura                 |
| 2003 | Minato  | Centre d'emissions de TBS | Masaaki Sakai, Shinichirō Azumi i Hiroko Ogura                               |
| 2004 | Shibuya | Nou Teatre Nacional       | Masaaki Sakai, Misaki Itō, Shinichirō Azumi i Maya Kobayashi                 |
| 2005 | Shibuya | Nou Teatre Nacional       | Masaaki Sakai, Haruka Ayase, Shinichirō Azumi i Maya Kobayashi               |
| 2006 | Shibuya | Nou Teatre Nacional       | Masaaki Sakai, Yuri Ebihara, Moe Oshikiri, Shinichirō Azumi i Maya Kobayashi |
| 2007 | Shibuya | Nou Teatre Nacional       | Masaaki Sakai, Yuri Ebihara, Moe Oshikiri, Shinichirō Azumi i Maya Kobayashi |
| 2008 | Shibuya | Nou Teatre Nacional       | Masaaki Sakai, Aya Ueto, Nao Matsushita, Shinichirō Azumi i Maya Kobayashi   |
| 2009 | Shibuya | Nou Teatre Nacional       | Masaaki Sakai, Noriko Fujiwara, Shinichirō Azumi, Sylwia Katō i Erina Masuda |
| 2010 | Shibuya | Nou Teatre Nacional       | Masaaki Sakai, Noriko Fujiwara, Shinichirō Azumi, Sylwia Katō i Erina Masuda |
| 2011 | Shibuya | Nou Teatre Nacional       | Masaaki Sakai, Noriko Fujiwara, Shinichirō Azumi, Sylwia Katō i Erina Masuda |
| 2012 | Shibuya | Nou Teatre Nacional       | Shinichirō Azumi, Yui Aragaki, Erina Masuda i Akiyo Yoshida                  |
| 2013 | Shibuya | Nou Teatre Nacional       | Shinichirō Azumi, Aya Ueto, Erina Masuda i Akiyo Yoshida                     |
| 2014 | Shibuya | Nou Teatre Nacional       | Shinichirō Azumi, Yukie Nakama, Erina Masuda i Akiyo Yoshida                 |
| 2015 | Shibuya | Nou Teatre Nacional       | Shinichirō Azumi, Yukie Nakama, Ai Etō i Akiyo Yoshida                       |
| 2016 | Shibuya | Nou Teatre Nacional       | Shinichirō Azumi, Yuki Amami, Ai Etō i Risa Unai                             |
| 2017 | Shibuya | Nou Teatre Nacional       | Shinichirō Azumi, Yuki Amami, Ai Etō i Yuumi Furuya                          |
| 2018 | Shibuya | Nou Teatre Nacional       | Shinichirō Azumi, Tao Tsuchiya, Ai Etō i Yuumi Furuya                        |
| 2019 | Japó    | Per determinar            | Per determinar                                                               |

## Premis i categories
El Japan Record Awards inclou, però sense limitar-se a aquests, quatre premis sense restriccions de genere musical. Tots els premis són publicitats amb antelació, excepte el Premi a l'Artista Novell i el Grand Prix del Japan Record Awards els quals s'anuncien a la cerimònia.

### Principals categories
- Premi Artista Novell: Tots els anys són elegits quatre artistes novells, un dels quals optarà a aquest premi. El Premia a Artista Novell és el més important de la gala després del Grand Prix.
- Premi al Millor Artista Novell:
- Millor Obra de l'Any: Tots els anys són elegits deu artistes, dels quals un d'ells optarà al Grand Prix.
- Grand Prix del Japan Record Awards: És el premi més important de la gala. Es premia al cantant i equip d'organització de la millor cançó de l'any.

### Altres categories
- Premi al Millor Vocalista: Es premia al millor cantant.
- Premi al Millor Album: Es premia al cantant i a l'equip de producció d'un album.
- Premi al Album d'Excelència
- Premi al Millor Compositor
- Premi al Millor Arranjador
- Premi al Millor Lletrista
- Premi a la Planificació
- Premi als Assoliments
- Premi Especial
- Premi als Assoliments en la Trajectòria
- Premi de l'Associació Japonesa de Compositors

## Guanyadors
| Any  | Discogràfica                | Intèrpret                                       | Cançó                                             |
| ---- | --------------------------- | ----------------------------------------------- | ------------------------------------------------- |
| 1959 | Tokyo Shibaura Denki        | Hiroshi Mizuhara                                | Kuroi Hanabira                                    |
| 1960 | Nippon Victor               | Kazuko Matsuo & Hiroshi Wada & His Mahina Stars | Dare yori mo kimi wo aisu                         |
| 1961 | Nippon Victor               | Frank Nagai                                     | Kimi Koishi                                       |
| 1962 | Nippon Victor               | Yukio Hashi i Sayuri Yoshinaga                  | Itsudemo Yume wo                                  |
| 1963 | King Records                | Michiyo Azusa                                   | Konnichiwa Aka-chan                               |
| 1964 | Nippon Columbia             | Kazuko Aoyama                                   | Ai to Shi wo Mistsumete                           |
| 1965 | Nippon Columbia             | Hibari Misora                                   | Yawara                                            |
| 1966 | Nippon Victor               | Yukio Hashi                                     | Muhyō                                             |
| 1967 | Nippon Columbia             | Jackey Yoshikawa & His Blue Comets              | Blue Chateau                                      |
| 1968 | Indústries Musicals Toshiba | Jun Mayuzumi                                    | Tenshi no Yûwaku                                  |
| 1969 | Nippon Victor               | Naomi Sagara                                    | Ii ja nai no shiawase naraba                      |
| 1970 | Nippon Gramophon            | Yōichi Sugawara                                 | Kyō de owakare                                    |
| 1971 | Nippon Phonograph           | Kiyohiko Ozaki                                  | Mata au Hi made                                   |
| 1972 | Nippon Columbia             | Naomi Chiaki                                    | Kassai                                            |
| 1973 | Tokuma Records              | Hiroshi Itsuki                                  | Yozora                                            |
| 1974 | Victor                      | Shinichi Mori                                   | Erimomisaki                                       |
| 1975 | King Records                | Akira Fuse                                      | Ciclamen no Kaori                                 |
| 1976 | Nippon Columbia             | Harumi Miyako                                   | Kita no Yado kara                                 |
| 1977 | Polydor                     | Kenji Sawada                                    | Katte ni Shiyagare                                |
| 1978 | Victor                      | Pink Lady                                       | UFO                                               |
| 1979 | CBS Sony                    | Judy Ong                                        | Miserarete                                        |
| 1980 | Teichiku Records            | Aki Yashiro                                     | Ame no Bojō                                       |
| 1981 | Toshiba-EMI                 | Akira Terao                                     | Ruby no Yubiwa                                    |
| 1982 | Nippon Columbia             | Takashi Hosokawa                                | Kita Sakaba                                       |
| 1983 | Nippon Columbia             | Takashi Hosokawa                                | Yagari no Watashi                                 |
| 1984 | Tokuma Japan                | Hiroshi Itsuki                                  | Nagaragawa Enka                                   |
| 1985 | Warner-Pioneer              | Akina Nakamori                                  | Meu amor e...                                     |
| 1986 | Warner-Pioneer              | Akina Nakamori                                  | DESIRE -Moetsuki-                                 |
| 1987 | CBS Sony                    | Masahiko Kondō                                  | Orokamono                                         |
| 1988 | Pony Canyon                 | Hikaru Genji                                    | Paradise Ginga                                    |
| 1989 | Polystar                    | Wink                                            | Samishii Nettaigyo                                |
| 1990 | Polystar i BMG              | Takao Horiuchi (E) i B.B. Queens (P)            | Koiuta tsuzuri (E) i Odoru Ponpokorin (P)         |
| 1991 | Nippon Crown i Polydor      | Saburō Kitajima (E) i KAN (P)                   | Kita no Daichi (E) i Ai wa Katsu (P)              |
| 1992 | King Records i SMEJ         | Miyako Otsuki (E) i Kome Kome Club (P)          | Shiroi Kaikyō (E) i Kimi ga iru dakede (P)        |
| 1993 | Polydor                     | Kaori Kōzai                                     | Mugonzaka                                         |
| 1994 | Toy's Factory               | Mr. Children                                    | Innocent world                                    |
| 1995 | Avex                        | trf                                             | Overnight Sensation -Jidai wa anata ni yudaneteru |
| 1996 | Avex                        | Namie Amuro                                     | Don't wanna cry                                   |
| 1997 | Avex                        | Namie Amuro                                     | Can You Celebrate?                                |
| 1998 | Avex                        | Globe                                           | wanna Be A Dreammaker                             |
| 1999 | EMI                         | GLAY                                            | Winter, again                                     |
| 2000 | Victor                      | Southern All Stars                              | TSUNAMI                                           |
| 2001 | Avex                        | Ayumi Hamasaki                                  | Dearest                                           |
| 2002 | Avex                        | Ayumi Hamasaki                                  | Voyage                                            |
| 2003 | Avex                        | Ayumi Hamasaki                                  | No Way to Stay                                    |
| 2004 | Toy's Factory               | Mr. Children                                    | Sign                                              |
| 2005 | Avex                        | Kumi Koda                                       | Butterfly                                         |
| 2006 | Nippon Columbia             | Kiyoshi Hikawa                                  | Ikken                                             |
| 2007 | Warner Music Japan          | Kobukuro                                        | Tsubomi                                           |
| 2008 | Avex                        | EXILE                                           | Ti Amo                                            |
| 2009 | Avex                        | EXILE                                           | Someday                                           |
| 2010 | Avex                        | EXILE                                           | I Wish for you                                    |
| 2011 | King Records                | AKB48                                           | Flying Get                                        |
| 2012 | King Records                | AKB48                                           | Manatsu no Sounds Good!                           |
| 2013 | Avex                        | EXILE                                           | EXILE PRIDE -Konna Sekai wo aisuru tame-          |
| 2014 | Avex                        | J SOUL BROTHERS                                 | R.Y.U.S.E.I.                                      |
| 2015 | Avex                        | J SOUL BROTHERS                                 | Unfair World                                      |
| 2016 | SMEJ                        | Kana Nishino                                    | Anata no sukina tokoro                            |
| 2017 | SMEJ                        | Nogizaka 46                                     | Influencer                                        |
| 2018 | SMEJ                        | Nogizaka 46                                     | Synchronicity                                     |
| 2019 | SMEJ                        | Foorin                                          | Paprika                                           |

## Record de victòries

### Més victòries al Grand Prix
| Victòries | Cantants         | Edicions               |
| --------- | ---------------- | ---------------------- |
| 4         | EXILE            | 2008, 2009, 2010, 2013 |
| 3         | Ayumi Hamasaki   | 2001, 2002, 2003       |
| 2         | Yukio Hashi      | 1962, 1966             |
| 2         | Takashi Hosokawa | 1982, 1983             |
| 2         | Akina Nakamori   | 1985, 1986             |
| 2         | Mr. Children     | 1994, 2004             |
| 2         | Namie Amuro      | 1996, 1997             |
| 2         | AKB48            | 2011, 2012             |
| 2         | Sandaime         | 2014, 2015             |
| 2         | Nogizaka 46      | 2017, 2018             |

### Més victòries en general
| Premis | Cantants       |
| ------ | -------------- |
| 19     | Kiyoshi Hikawa |
| 13     | EXILE          |
| 13     | AKB48          |
| 11     | K. Takahashi   |
| 11     | Aki Yashiro    |
| 10     | w-inds.        |
| 9      | Seiko Matsuda  |
| 9      | Yū Aku         |
| 9      | Kana Nishino   |
| 8      | Namie Amuro    |